# Sailor Star Song
«Sailor Star Song» (яп. セーラースターソング, Sērā Sutā Songu) — сингл японської співачки Ханазави Кай, який став опенінгом п'ятого сезону аніме «Сейлор Мун» — Sailor Moon Sailor Stars.
Пісня посіла п'яте місце у топ 30 в офіційному голосуванні «Сейлор Мун» від NHK.

## Список композицій
1. «Sailor Star Song» — Kae Hanazawa (3:51)
  - Lyrics: Naoko Takeuchi, Composition: Masaki Araki, Arrangement: Hal
2. «A Better Morning will Come» — Kae Hanazawa (4:12)
  - Lyrics: Yuhiro Nakata, Composition: Kiyōka Chiho, Arrangement: Hal
3. «Sailor Star Song» (Instrumental) (3:51)
4. «A Better Morning will Come» (Instrumental) (4:12)

## Інші версії
- Японська сейю та співачка Хоріе Міцуко виконала пісню до двадцятиріччя франшизи «Сейлор Мун». Пісня увійшла до однойменного триб'ют-альбому у 2014[3].
- Японський жіночий гурт Silent Siren записав кавер на «Sailor Star Song» для альбому на честь святкування 25-річчя франщизи[4].
- Сейю Мідзукі Нана, Іноуе Маріна, Хаямі Саорі та Сакура Аяне (як Сейлор Какю та Сейлор Старлайтс відповідно) записали свою версію пісні для вступу до другого двосерійного фільму «Сейлор Мун Космос» у 2023 році[1][5][6]. Ця версія пісні посіла 87 місце у чарті Billboard Download Songs[7].